# 9945 Karinaxavier
9945 Karinaxavier este un asteroid din centura principală de asteroizi.

## Descriere
9945 Karinaxavier este un asteroid din centura principală de asteroizi. A fost descoperit pe 21 mai 1990 la Observatorul Palomar de Eleanor Francis Helin. Asteroidul prezintă o orbită caracterizată de o semiaxă mare de 2,21 ua, o excentricitate de 0,15 și o înclinație de 5,4° în raport cu ecliptica.